# Place Pierre-Brossolette
Pour les articles homonymes, voir Brossolette et Pierre-Brossolette.
La Place Pierre-Brossolette est située à Marseille.

## Situation et accès
Cette place est située dans le 4e arrondissement de Marseille. 

## Origine du nom
Le nom de cette place a été donné en l’honneur de Pierre Brossolette (1903-1944), résistant mort pour la France.

## Historique
À son emplacement se trouvait l’ancien jardin des plantes créé par le préfet Charles Delacroix et ouvert au public en 1817. Ce jardin des plantes est détruit en 1856 pour permettre la construction du chemin de fer et transféré au parc Borély.